# Joe Sposato
Joe Sposato (ur. 25 maja 1949 w Ridgefield) – amerykański kierowca wyścigowy.

## Biografia
W 1976 roku zadebiutował Chevronem w Formule Atlantic. Od 1978 roku korzystał z Marcha, a od sezonu 1982 z Ralta. W 1988 roku zajął piąte miejsce w edycji wschodniej, zaś rok później został wicemistrzem. W 1990 roku wystartował w wyścigu IndyCar na torze Laguna Seca i ukończył go na siedemnastym miejscu. W międzyczasie startował w Formule Atlantic, w 1999 roku zajmując trzecie miejsce w klasie 2. W latach 2008–2010 był uczestnikiem IMSA GT3 Cup Challenge, zaś w 2019 roku ścigał się w serii Ferrari Challenge North America.